# Bachicabo
Bachicabo es un concejo del municipio de Valdegovía, en la provincia de Álava, País Vasco (España).

## Localización
Se encuentra a una altitud de 653 metros, a los pies del monte homónimo, cerca de la entrada este al desfiladero de Sobrón. Sus pueblos vecinos más cercanos son Sobrón y Bergüenda.

## Geografía
La posición elevada del pueblo proporciona unas vistas privilegiadas sobre el valle de Miranda de Ebro, Valdegovía y Lantarón.

## Despoblado
Forma parte del concejo el despoblado de:
- Tisonzo.[1]

## Demografía
| Gráfica de evolución demográfica de Bachicabo entre 2000 y 2017 |
|                                                                 |
| Población de derecho según los censos de población del INE.     |

## Historia
Las referencias escritas más antiguas que se conservan sobre el pueblo son del año 1028.

## Monumentos
- Iglesia de San Martín,[3][4][5] que contiene un importante retablo pintado en sus muros atribuido presuntamente a Juan de Armona (siglo XVI)[6]